# S. H. T.
SHT eller S. H. T. är ett numera sällan använt sätt att i skrift titulera någon vars exakta rang, yrkestitel eller dylikt man inte känner till. Förkortningen står för latinets salvo honoris titulo – "med hederstiteln bevarad" eller sine honoris titulo – "med uteslutande av hederstiteln".